# Franciszek Pułaski
Ne doit pas être confondu avec Franciszek Ksawery Pułaski.
Franciszek Pułaski (mort le 18 août 1769 à Lesko) est un capitaine de la Confédération de Bar de Przemyśl.

## Biographie
Fils de Jan Pułaski et de Justyna du clan Zaremba (en), cousin de Kazimierz Pułaski et de Franciszek Ksawery Pułaski, il est blessé le 8 août 1769 près de Hoszów, lors d'une escarmouche avec les Moscovites. Il meurt des suites de ses blessures le 18 août 1769 au château de Lesko (pl). Il est enterré dans la chapelle Saint-Antoine de l'église de Lesko (pl).

## Hommage
Cent ans après sa mort, en 1869, une épitaphe en marbre est apposée dans l'église où repose Franciszek Pułaski. Une deuxième épitaphe est présente dans le vestibule.

## Galerie

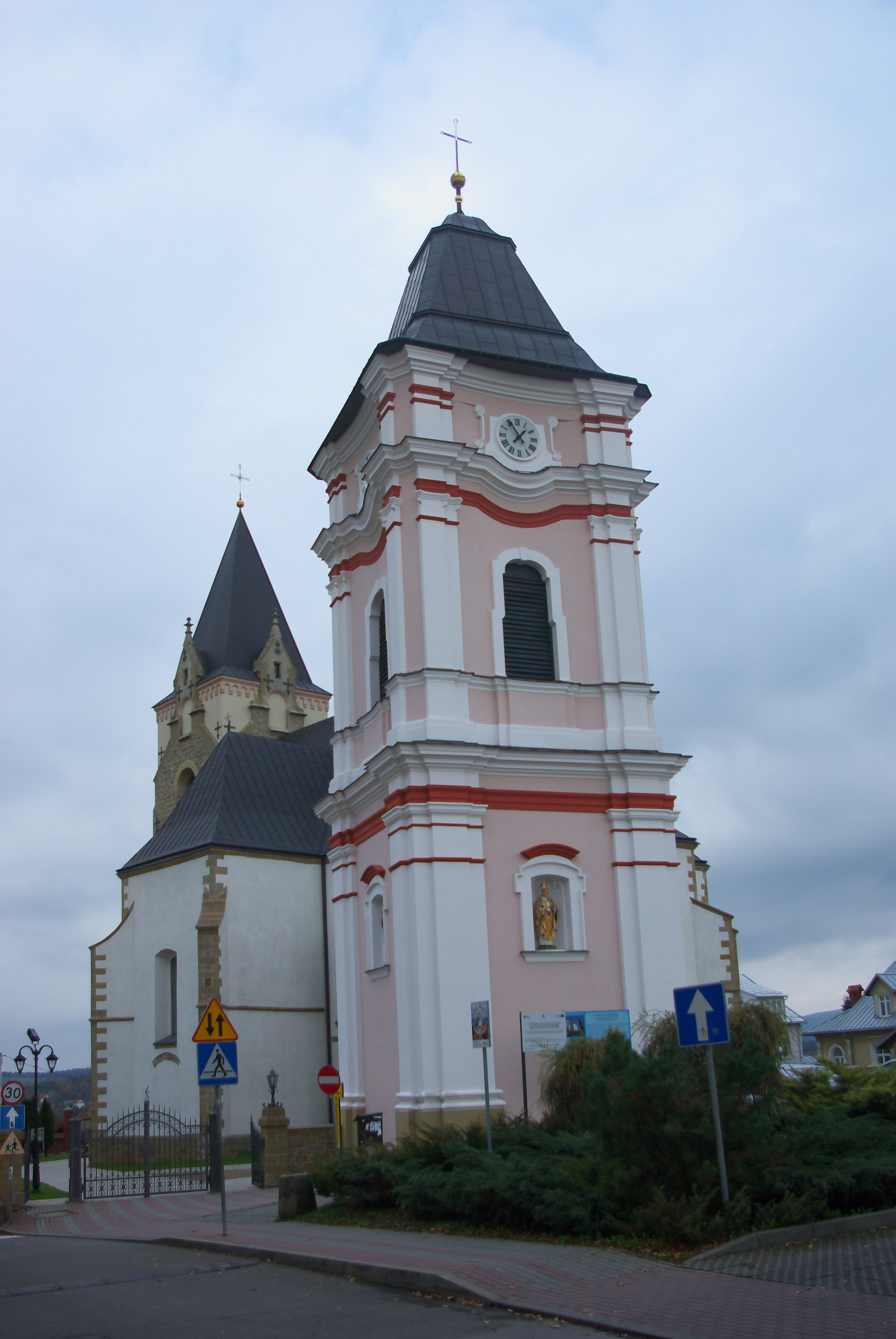
Église de Lesko
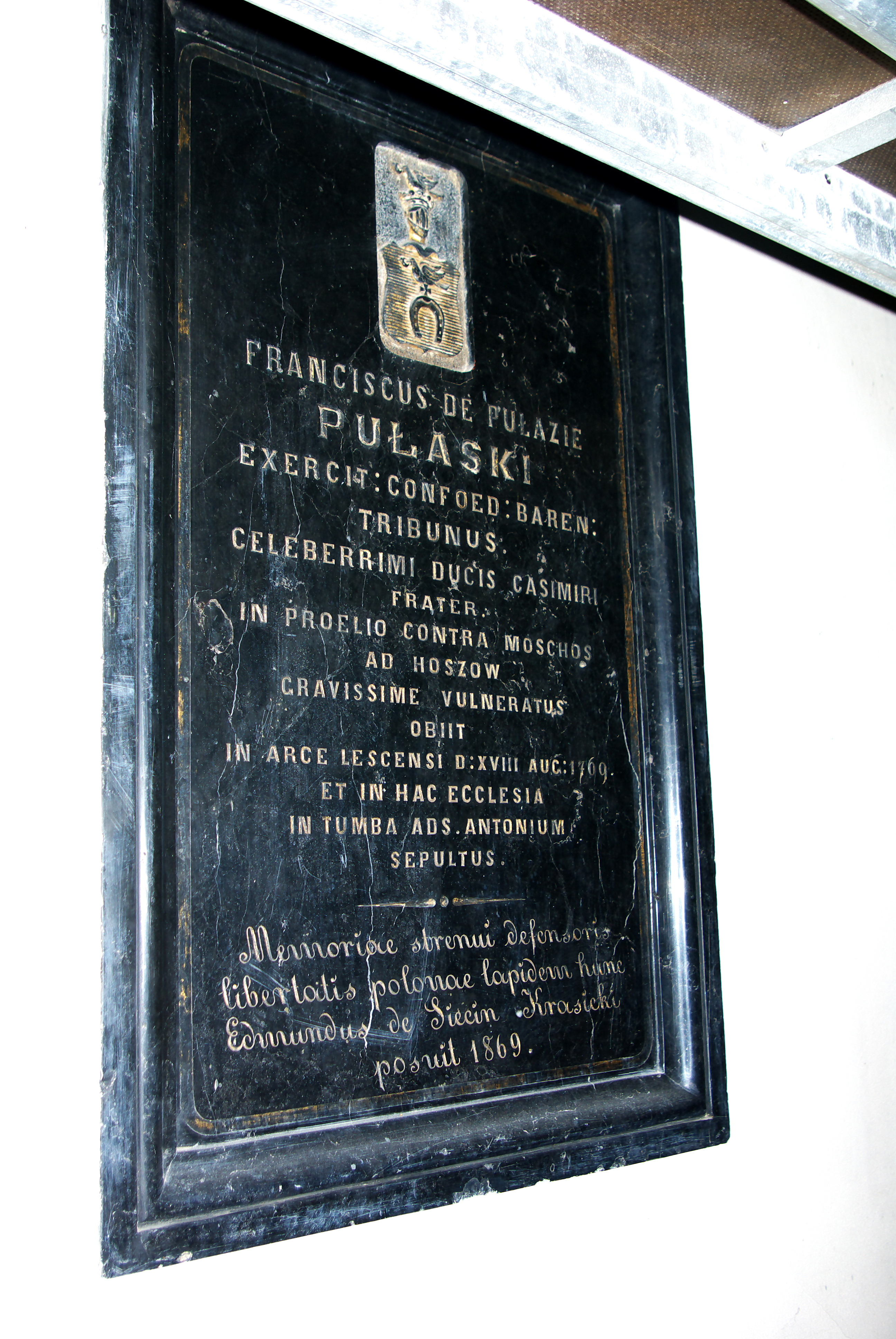
Première épitaphe
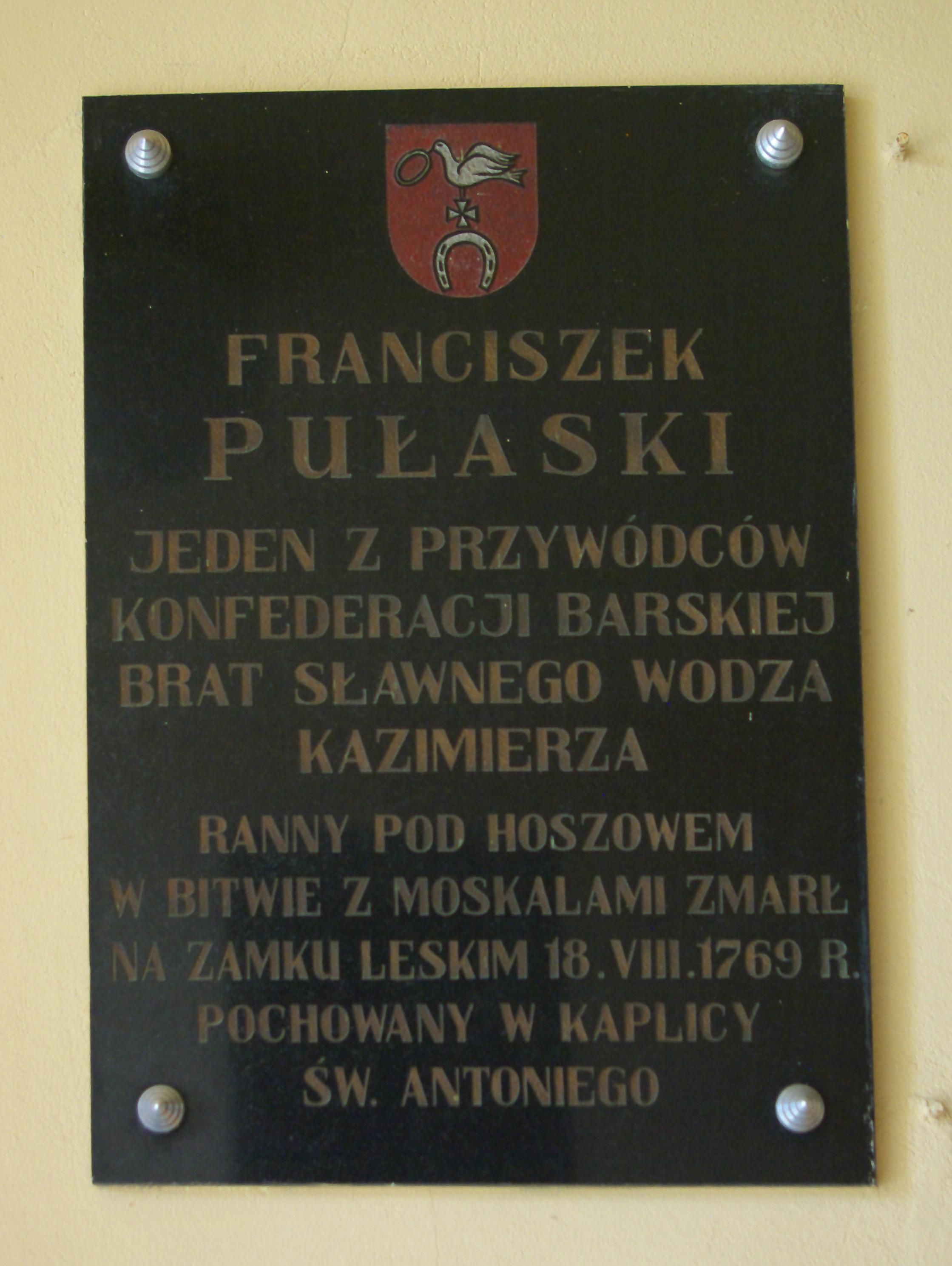
Deuxième épitaphe